# L'Équipe
L'Équipe một tờ báo thể thao hàng ngày của Pháp, thuộc sở hữu của Nhà xuất bản Philippe Amaury. Các bài viết chủ yếu tập trung vào các tin tức, sự kiện của các môn thể thao như bóng đá, bóng bầu dục, đua xe và đi xe đạp. Tiền thân của L'Équipe là báo thể thao L'Auto.